# Azupiranus
Azupiranu (în scrierea cuneiformă 𒌑𒄯𒊕 / Šamḫurrēšu) a fost un oraș din Mesopotamia antică. Locația exactă este necunoscută. Într-un text neo-asirian care se pretinde a fi autobiografia lui Sargon din Akkad (care a condus între circa 2334- 2279 î.e.n.), Azupiranu este numit ca locul de naștere al lui Sargon și descris ca „situat pe malul Eufratului”.  Azupiranu este un nume akkadian care înseamnă „orașul șofranului”. Gwendolyn Leick subliniază că denumirea este doar un nume general pentru o zonă muntoasă din nord, unde cresc ierburile azupiranu.
Probabil că era situat aproape de orașul Kish, care era condus de regele Ur-zababa, de vreme ce mama lui Sargon, care era o mare preoteasă a zeilor, neputând ține copilul, a fost nevoită să îi dea drumul pe apa fluviului Eufrat într-un coșuleț de papură, uns bine cu smoală și după un timp relativ scurt, coșulețul în care se afla Sargon a ajuns în orașul Kish.